# ニール・ヤング (1944年生のサッカー選手)
ニール・ジェームズ・ヤング（英語: Neil James Young、1944年2月17日 - 2011年2月3日）は、イングランドの元サッカー選手。ポジションはFW。

## 経歴
マンチェスター近郊のファローフィールド生まれ。メイン・ロードから1kmもない場所に家があり、寝室の窓からメイン・ロードが見えたという。マンチェスター・ボーイズでサッカーを始め、ハリー・グッドウィンからスカウトを受けて、1959年にマンチェスター・シティFCの下部組織に加入。イングランドのアンダー代表でも出場するほどの結果を見せていた彼は、1960年7月にトップチームに昇格。
1961年11月に選手初出場を記録。その後いきなりレギュラーを掴み、残り全試合に出場した。翌月23日にはプロ初得点も記録している。初年度から26試合11得点と結果を残した。
翌シーズンはクラブ自体が上手く行かず、4月には4戦未勝利という苦しい状況に陥った。その中でも彼はボルトン・ワンダラーズFCから決勝点をあげてクラブに一縷の希望を残したが、最終節で降格が決まった。以降も2部でレギュラーを張り続けたが昇格には全く絡めず、1964-65シーズンに至っては2部11位と当時の最低成績を残した。この頃は監督もジョージ・ポイザー、ジョー・マーサー、マルコム・アリソンと次々代わって行った。
1965-66シーズンはスタート頃に風邪を引いて扁桃摘出にまで行き試合は欠場。その後コヴェントリー・シティFC戦で2得点をあげて復帰。この頃までは左ウイングが主戦場であったが、マーサー、アリソン両監督の頃に得点力を見込まれてセンターフォワードにコンバートされた。インサイドフォワードとして出場したレイトン・オリエントFC戦ではハットトリックを記録。1部所属のレスター・シティFC相手のFAカップでも決勝点を決めるなど、このポジションでも活躍を見せた。1月からはトップを走り続け、残り半年で僅かに1敗で優勝した。17得点でクラブ内得点王に輝いた。
1966-67シーズンは1部に復帰したが、彼は変わらずキープレーヤーのままであった。BBCがリーズ・ユナイテッドFCのドン・レヴィーに対するインタビューでは名指しで危険な選手と言われるほどの活躍を見せていた。この年はウィングとして起用される事が多く、45試合7得点でクラブも中位に終わった。
1967-68シーズンは開幕3試合未勝利で終えると、彼とマイク・サマービーはインサイドにポジションを移され、このフォーメーションで2得点をあげて初勝利をあげた。その後4連勝を飾ったため、その後もインサイドフォワードで起用された。フランシス・リーが加入すると無敗が続き、3月にはついに首位に立った。最終節まで優勝争いは縺れたが、その最終節で彼が2得点をあげて4-3の勝利を収めた事により優勝した。20得点を記録した彼にとっては初めて獲得した主要タイトルとなった。
1968-69シーズンは優勝に絡む事はなかったが、FAカップでは成績を残した。FAカップでは全試合に出場し決勝に進出、相手は降格の危機に瀕するレスター・シティであった事もあり下馬評では勝利は手堅いと思われていたが、試合は上手く運ばず、サマービーの右足からのクロスを左足に当ててシュートしたものがピーター・シルトンに弾かれたがそのままゴールに入った1点でなんとか優勝した。
1969-70シーズンもカップ戦には強く、EFLカップでは1試合を除いて出場し決勝に進出。UEFAカップウィナーズカップ 1969-70でも決勝に進出し、フベルト・コストカのセーブの跳ね返りを決めた他、前半終了間際にはペナルティキックを獲得し、リーがこれを決めている。2-1で終えて欧州王者に輝いた。
しかし年末に兄が31歳で歿すると、プレーにも大きく影響が及んだ。1970-71シーズンの後半は半分ほどの試合に出場したがわずかに2得点に終わり、翌シーズンには出場機会もさらに減少した。結局10月16日の試合で途中出場したのが最後の出場となった。マンチェスター・シティではリーグ戦334試合86得点を記録した。
1971-72シーズン中に2部のプレストン・ノースエンドFCに48000ポンドで移籍。バーミンガム・シティFC戦で移籍後初出場を記録した。プレストン・ノースエンドではリーグ戦68試合18得点を記録したが、1973-74シーズンに降格した。そのため1974-75シーズンはロッチデールAFCに所属し選手を引退した。
A代表には縁が無かったものの、紛う事なきマンチェスター・シティのレジェンドの一人であり、2008年にクラブの殿堂入りを果たしている。

## 私生活
兄がいたが上述の通り、31歳で歿した。
19歳の時に結婚し、男子1人女子2人の子を儲けたが1982年に離婚した。その後再婚し、間に娘1人がいる。1989年からのちに3人目の妻となる人物と同棲し2003年に結婚した。
サッカー引退後は引越屋、スポーツショップ経営、牛乳配達、スーパーマーケット店員、保険営業など様々な職に就いた。余暇としてはバドミントンに凝って、地元の大会で優勝した経歴もある。ただ生活は苦しく、自宅を売却して親元に戻った他、全てに絶望して自殺を試みた事もあった。1990年代半ばからはサッカースクールのコーチとして働いた。
2010年末に末期癌と診断された。これを受けてサポーターは2011年1月9日のFAカップ・レスター・シティ戦を彼に捧げる試合とするよう働きかけて、マンチェスター・シティは1969年の決勝当時のユニフォームカラーである赤と黒のユニフォームで応援した。特別に作られたスカーフの利益は彼と病院に寄附された。翌月3日、67歳の誕生日を2週間後に迎えていたが、66歳で歿した。

### 書籍
- Goldstone, Phil; Saffer, David (2005). Manchester City Champions 1967/68. Stroud: Tempus. ISBN 0-7524-3611-2
- Hayes, Dean (2006). The Who's Who of Preston North End. Derby: Breedon. ISBN 1-85983-516-3
- James, Gary (2006). Manchester City – The Complete Record. Derby: Breedon. ISBN 1-85983-512-0
- Penney, Ian (1995). The Maine Road Encyclopedia. Edinburgh: Mainstream. ISBN 1-85158-710-1
- Penney, Ian (2008). Manchester City: The Mercer-Allison Years. Derby: Breedon. ISBN 978-1-85983-608-8
- Tossell, David (2008). Big Mal: The High Life and hard Times of Malcolm Allison, Football Legend. Edinburgh: Mainstream. ISBN 978-1-84596-478-8
- Ward, Andrew (1984). The Manchester City Story. Derby: Breedon. ISBN 0-907969-05-4
- Young, Neil; Friend, Dante (2004). Catch a Falling Star: the autobiography of Neil Young. Manchester: Empire. ISBN 1-901746-43-7